# Face au vide
Face au vide (titre anglais : Facing the Void) est un film documentaire français réalisé en 2020 par Marc Brulard.
Il met en lumière l'alpinisme amateur, ses pratiquants et leurs motivations. Ce film aborde également la question du risque en montagne, au travers d'une présentation du métier de secouriste en montagne. Il témoigne enfin de la féminisation croissante des sports de montagne et en particulier de l'alpinisme. 

## Fiche technique
- Titre français : Face au vide
- Titre international : Facing the Void
- Réalisation : Marc Brulard
- Format : 16:9 (couleur)
- Pays :  France
- Genre : Documentaire
- Durée : 52 minutes
- Date de sortie : 
  - France : 18 octobre 2020

## Tournage
Le film a été tourné en France, entièrement dans la région Provence-Alpes-Côte-d'Azur. On y découvre notamment le massif des Écrins, la Sainte-Victoire, le pays côtier Niçois avec le Baou de Saint-Jeannet et enfin le massif du Mercantour.